# St-Germain-d’Auxerre (Dourdan)

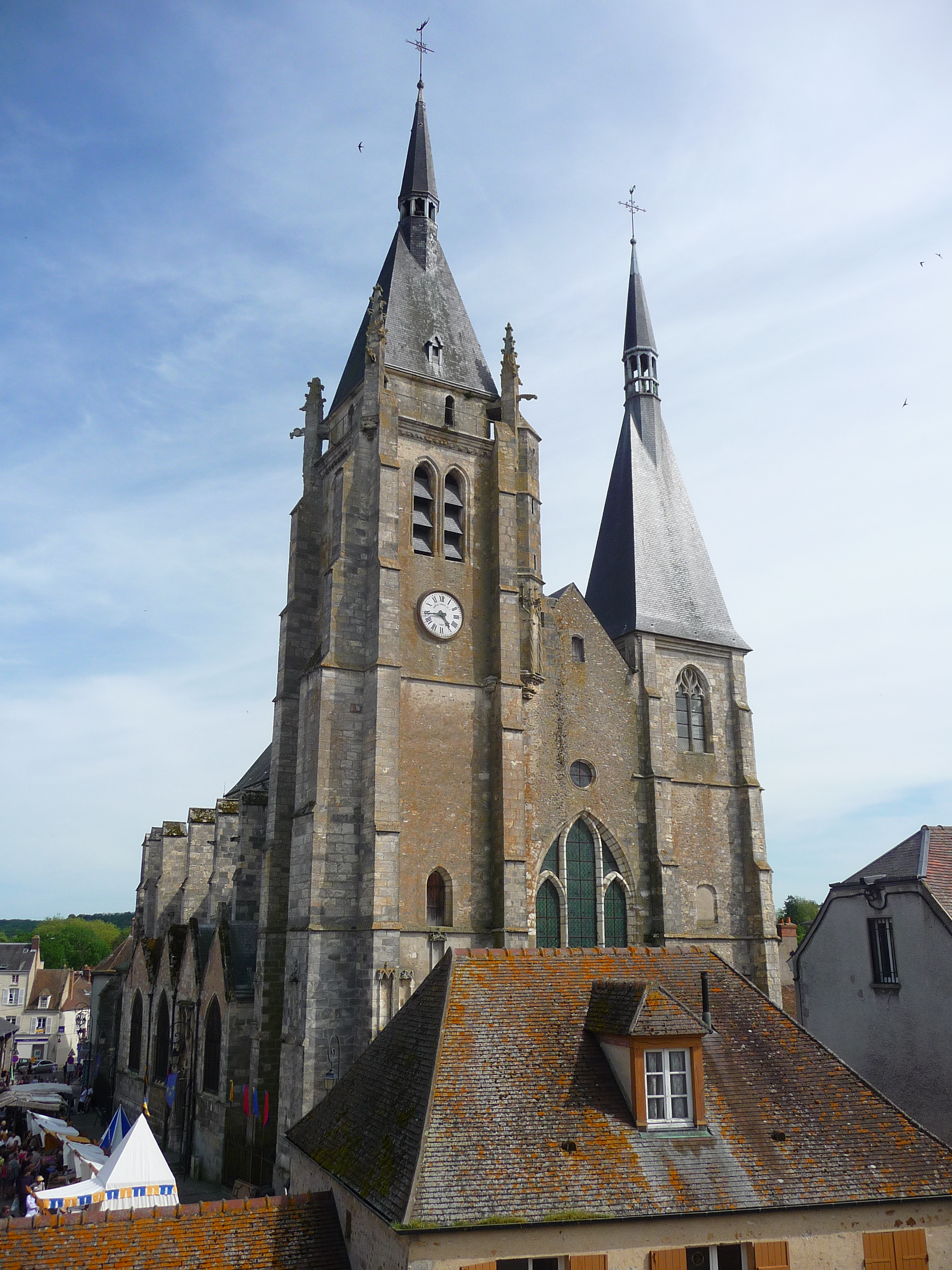
Pfarrkirche Saint-Germain-d’Auxerre

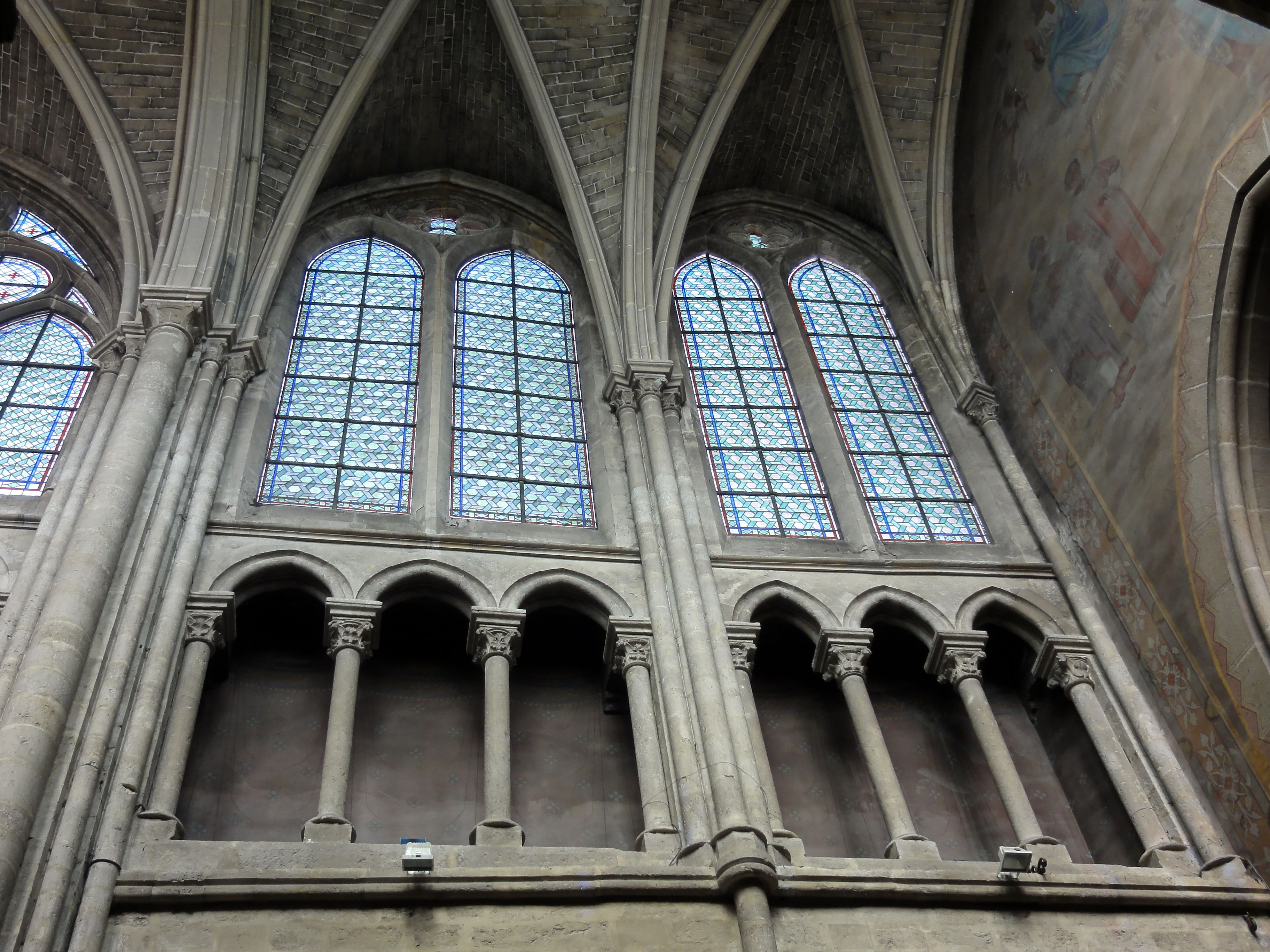
Fenster und Triforium im Chor

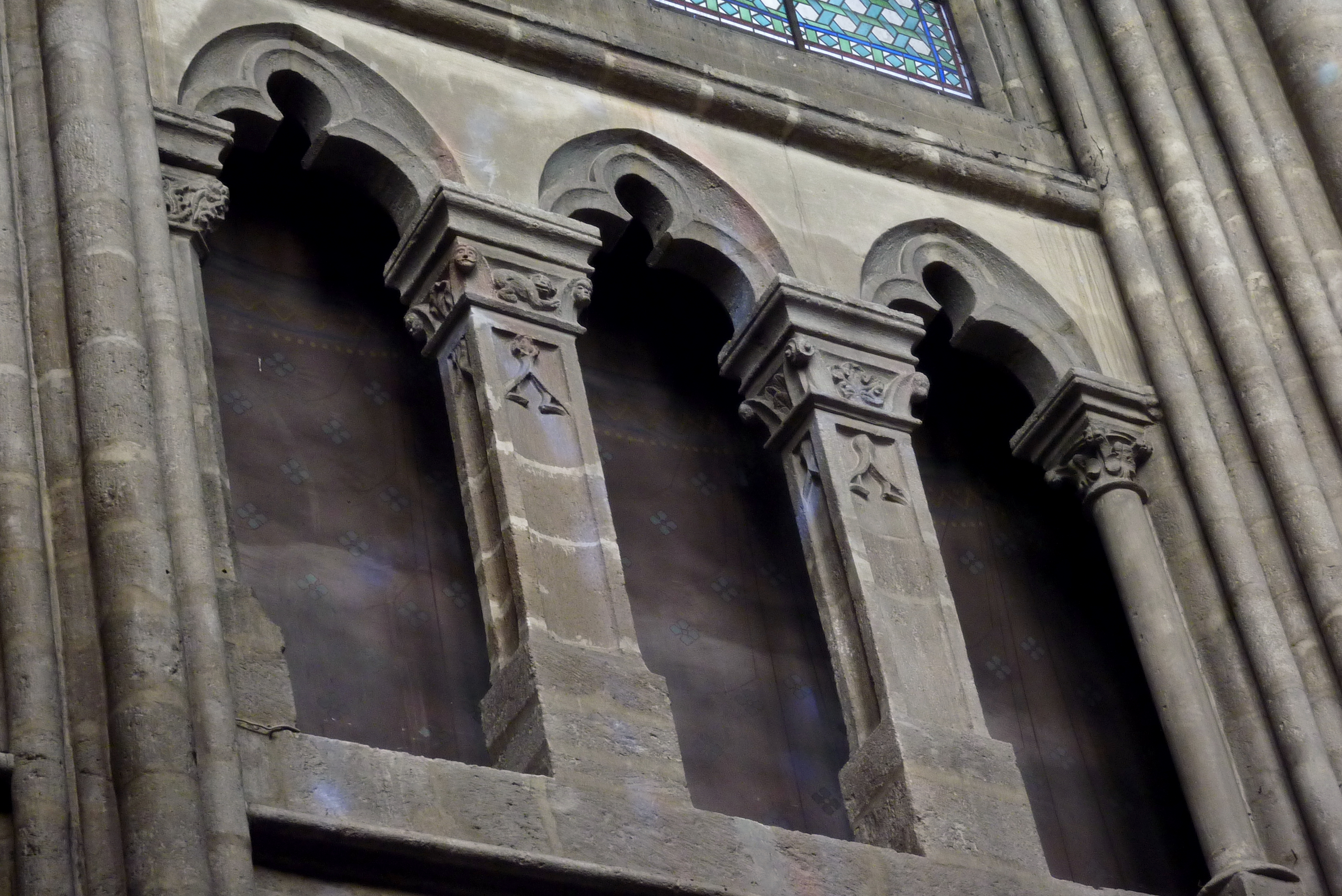
Triforium

Die katholische Pfarrkirche Saint-Germain-d’Auxerre in Dourdan, einer Gemeinde im Département Essonne in der französischen Region Île-de-France, wurde in der Mitte des 12. Jahrhunderts begonnen und im 14. Jahrhundert fertiggestellt. Die dem hl. Germanus von Auxerre geweihte Kirche wurde im Jahr 1967 als Monument historique in die Liste der Baudenkmäler in Frankreich aufgenommen.

## Geschichte
Im Jahr 1150 gelangte die Kirche in den Besitz der Abtei Saint-Chéron-lès-Chartres, die kurze Zeit später eine neue Kirche errichten ließ. Die Bauarbeiten zogen sich über das ganze 13. Jahrhundert hin und wurden erst im 14. Jahrhundert abgeschlossen. Während des Hundertjährigen Krieges und während der Religionskriege erlitt die Kirche schwere Schäden. Während der Französischen Revolution wurde die Kirche als Temple de la raison victorieuse (Tempel der siegreichen Vernunft), später als Gefängnis und als Heuspeicher zweckentfremdet, bis sie 1795 wieder für den Gottesdienst genutzt werden konnte.

## Architektur

### Außenbau
Die Westfassade wird von zwei Glockentürmen flankiert, die von spitz zulaufenden Schieferdächern gedeckt sind. Im linken Turm sind schmale, gekuppelte Klangarkaden eingeschnitten, der rechte, niedrigere Turm besitzt Maßwerkfenster. Zwischen den beiden Türmen öffnen sich ein leicht zugespitztes Portal und ein großes, dreibahniges Fenster. Im Norden und Süden werden die Außenmauern von weit ausladenden Strebebögen gestützt und sind ebenfalls von großen Maßwerkfenstern durchbrochen. Auf das Satteldach der Kirche ist ein Dachreiter aufgesetzt.

### Innenraum

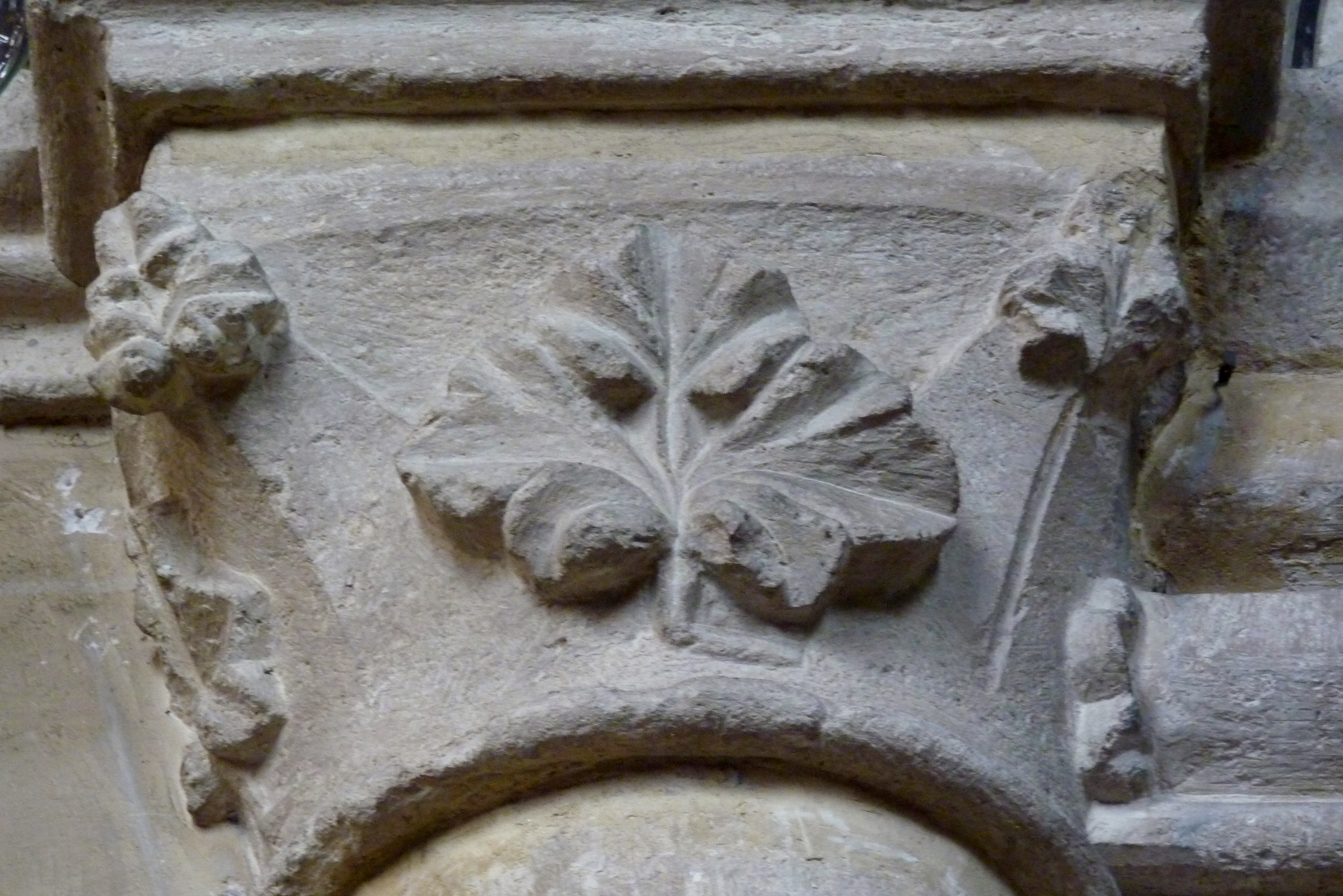
Kapitell

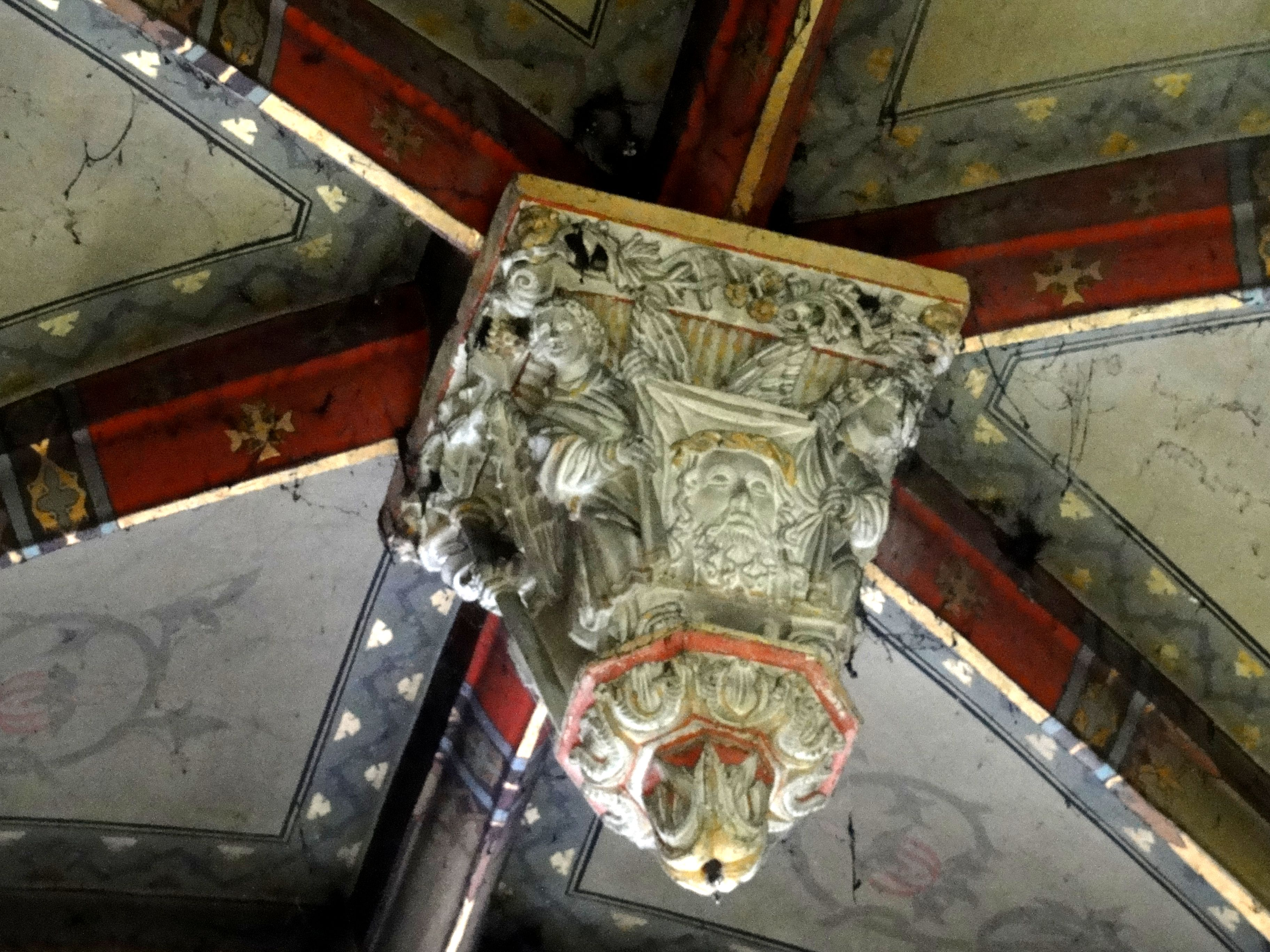
Schlussstein

Die Kirche ist über einem rechteckigen Grundriss errichtet. Aus der ersten Bauphase stammt das dreischiffige und in fünf Joche gegliederte Langhaus. Das Triforium des Chors geht auf das frühe 13. Jahrhundert zurück. Im Zuge der Wiederherstellung der Kirche gegen Ende des 15. Jahrhunderts wurden die Seitenkapellen angebaut. Die Marienkapelle mit ihrer fünfseitig geschlossenen Apsis und ihren zwei halbrunden Apsiden fügte man im Jahr 1689 im Osten des gerade geschlossenen Chors an. Mit diesem Anbau wurde die 18 Meter breite und ursprünglich 36 Meter lange Kirche auf 50 Meter verlängert.

## Bleiglasfenster
Die Kirche ist mit zahlreichen Bleiglasfenster aus dem 19. Jahrhundert ausgestattet. Einige tragen die Signatur LORIN, einer Glasmalereiwerkstatt in Chartres.

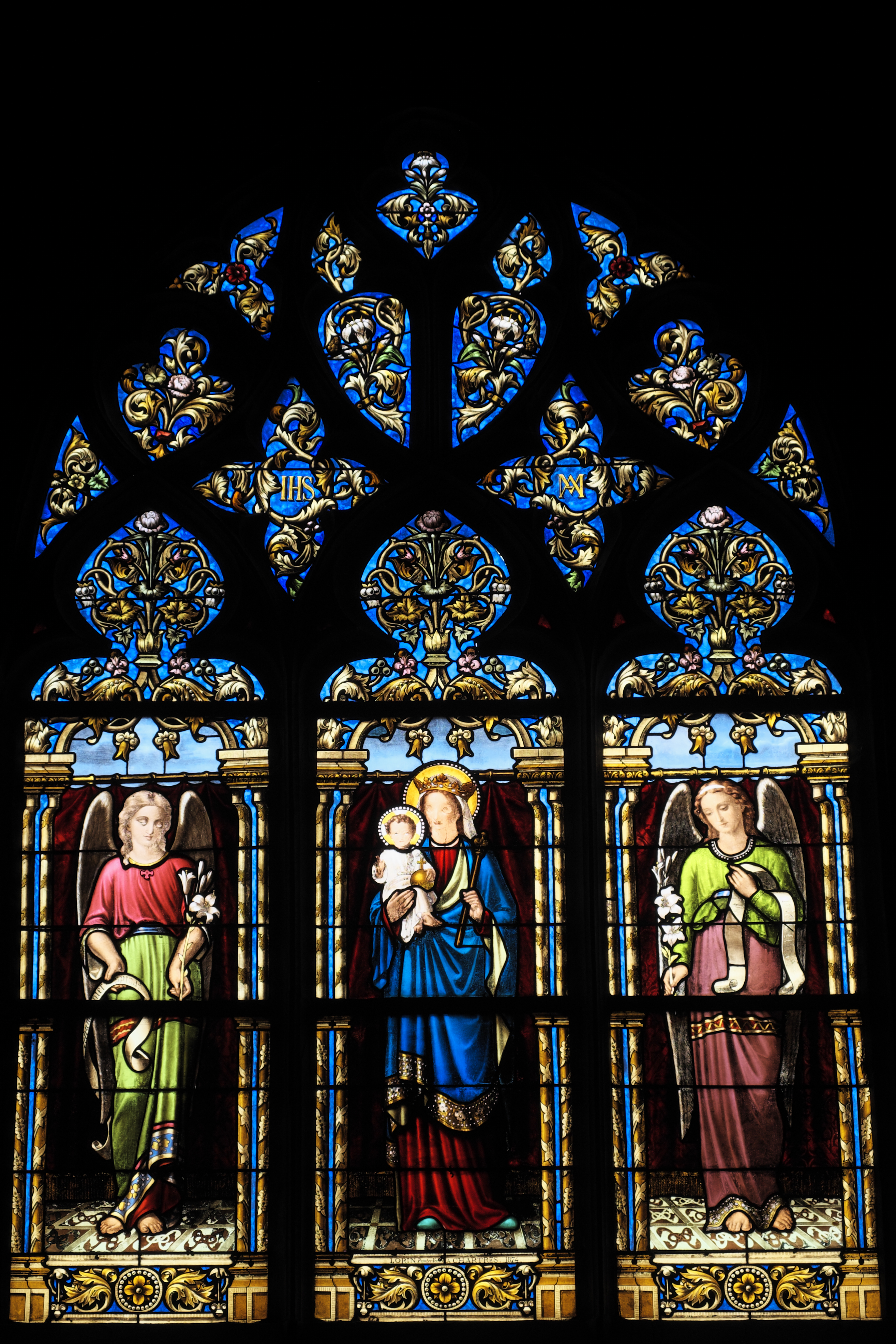
Engel und Maria
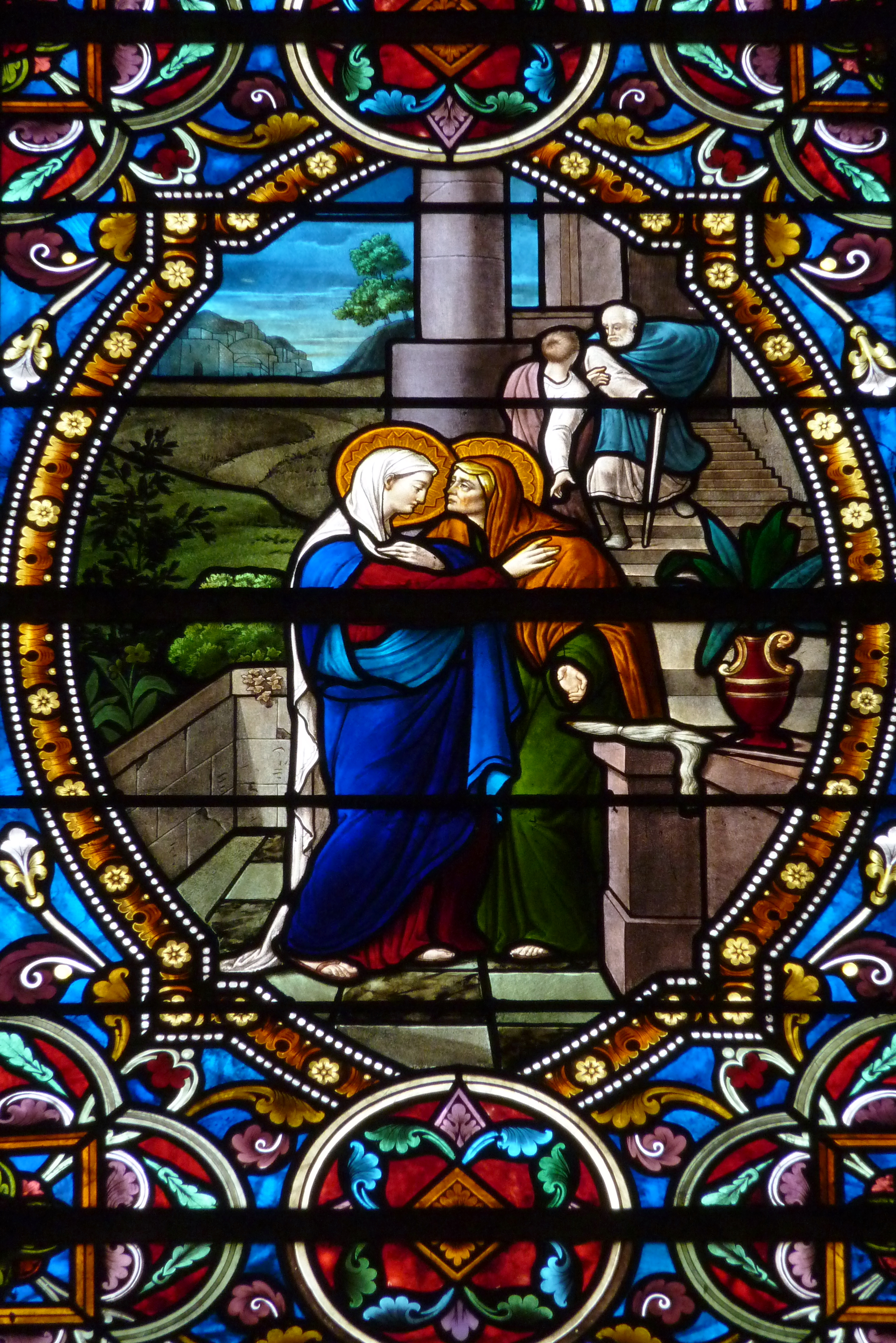
Mariä Heimsuchung
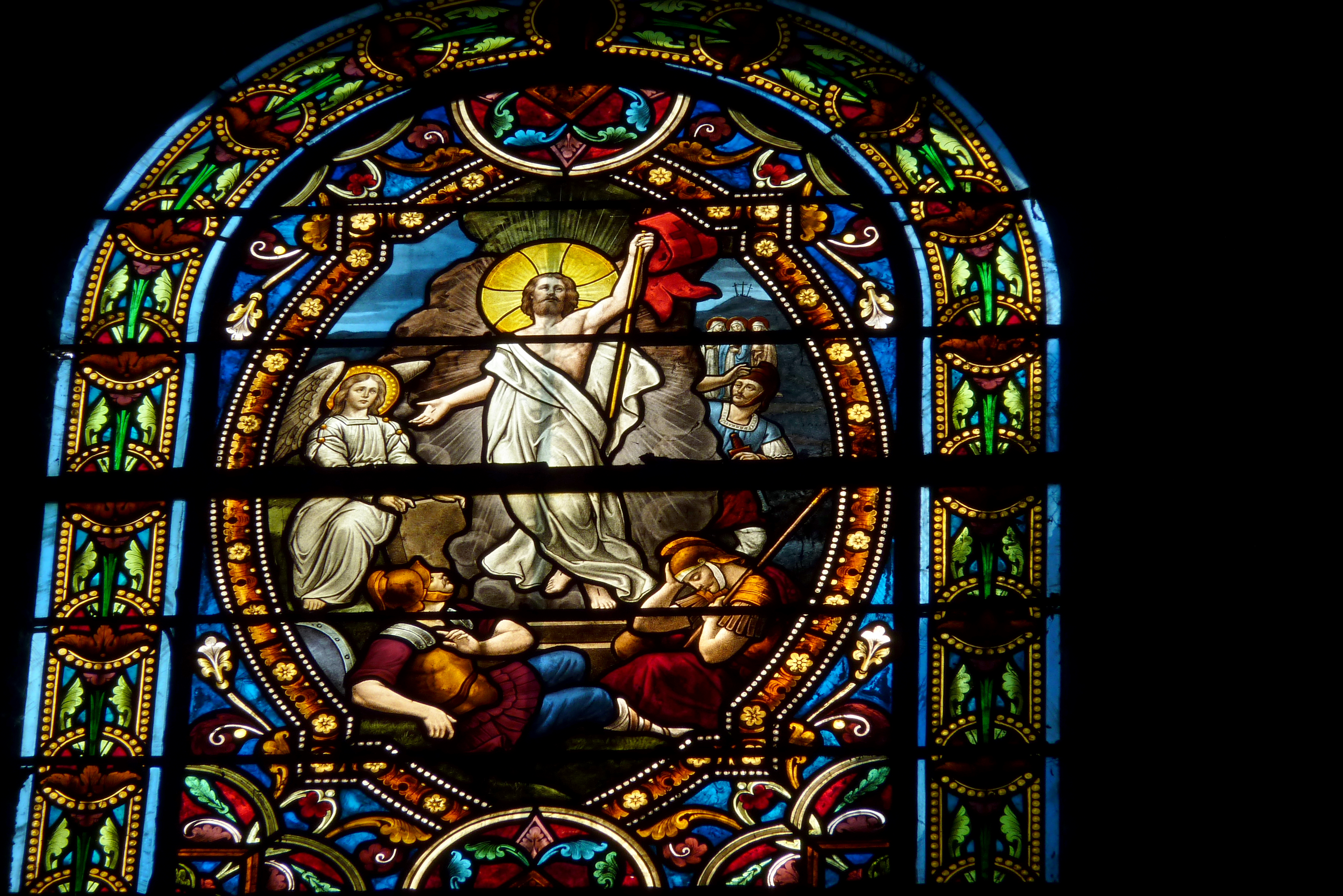
Auferstehung Christi
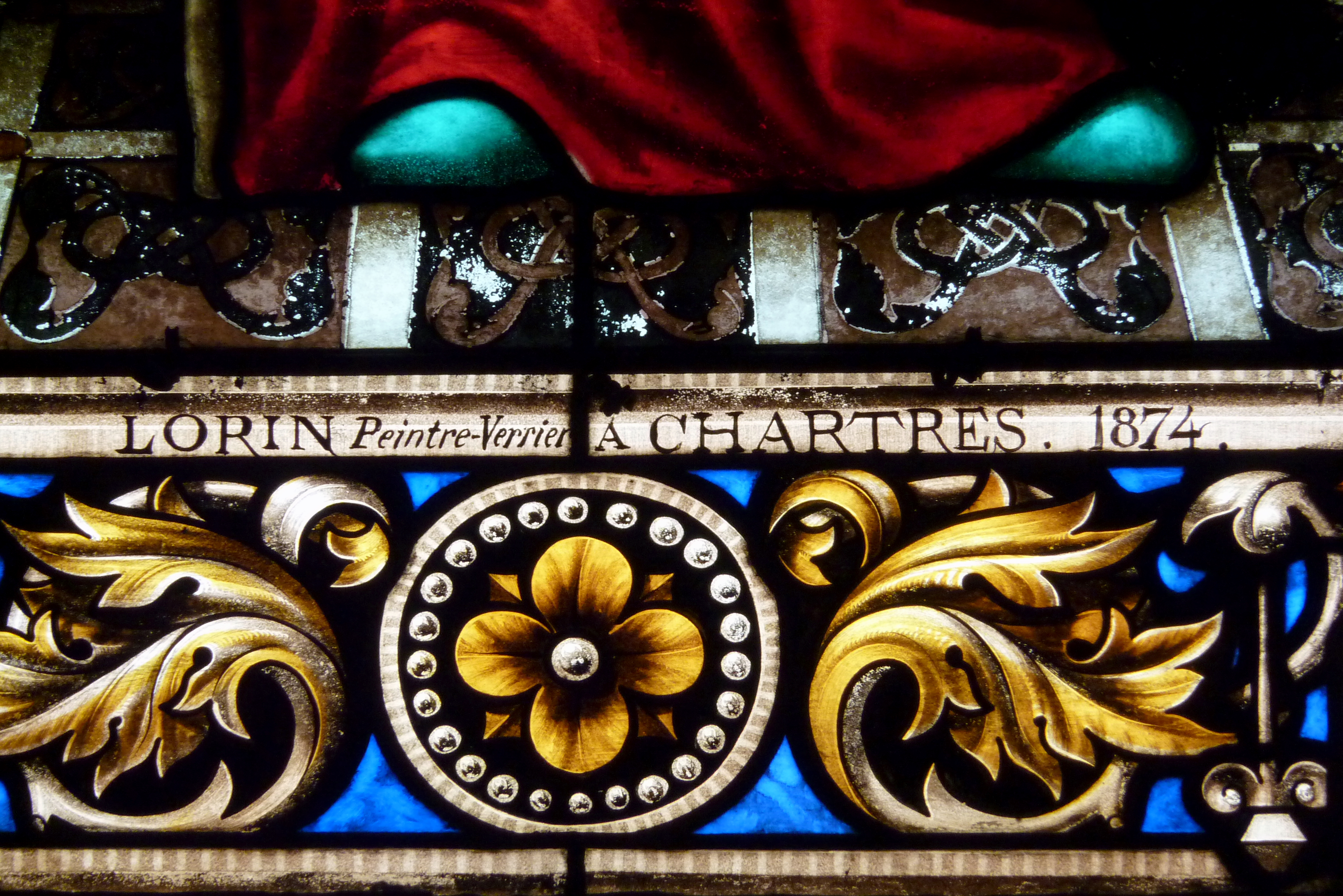
Signatur: LORIN Peintre-Verrier à CHARTRES 1874

## Ausstattung

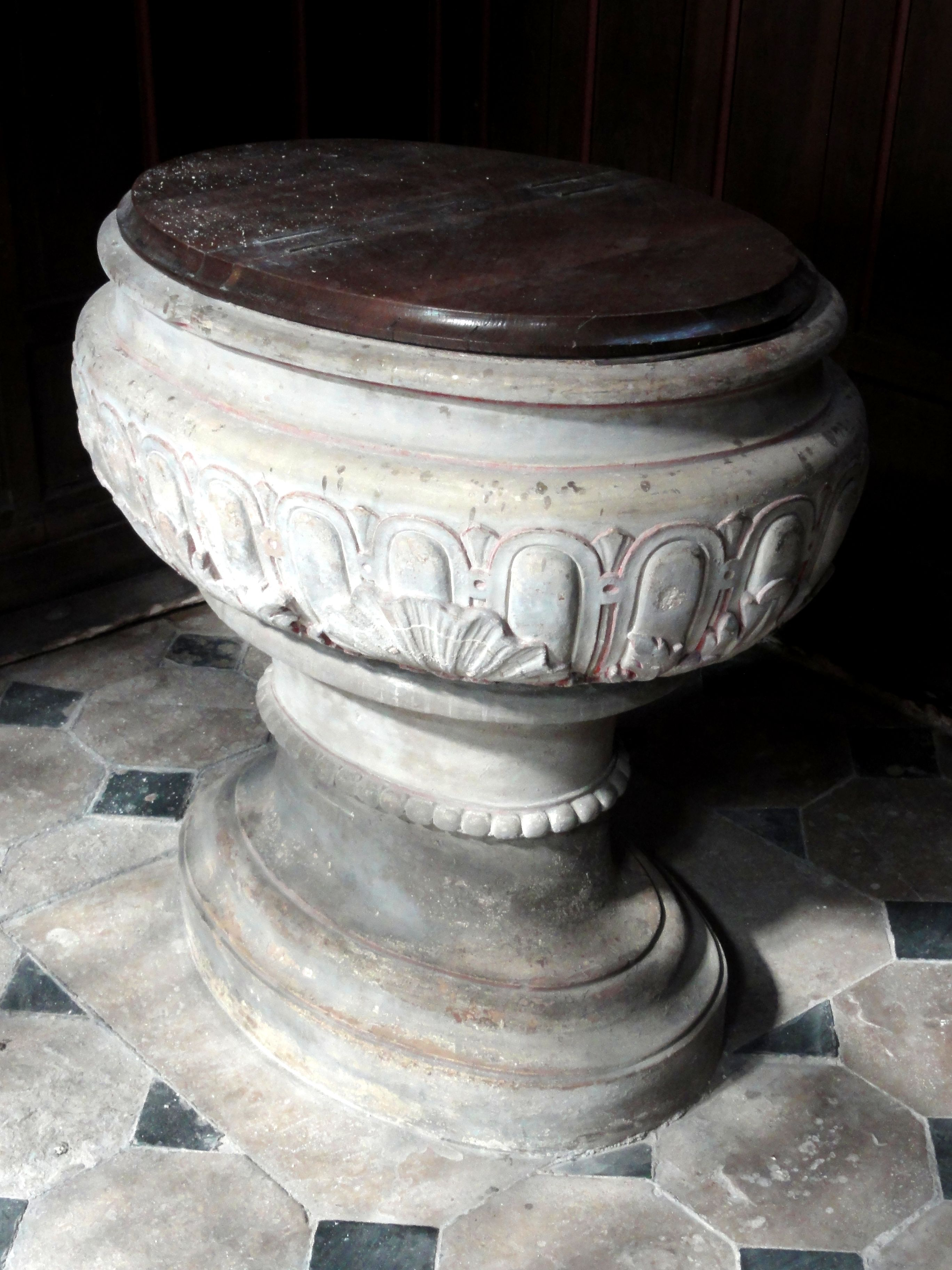
Taufbecken

- Das Taufbecken wird ins 17. Jahrhundert datiert. Es wurde 1986 zum Monument historique erklärt.[1]
- Die Orgel mit 22 Registern auf zwei Manualen und Pedal wurde von dem Orgelbauer Goyadin im Jahr 1876 eingebaut. Sie wurde 1981 zum  Monument historique erklärt.[2]